# Schaking

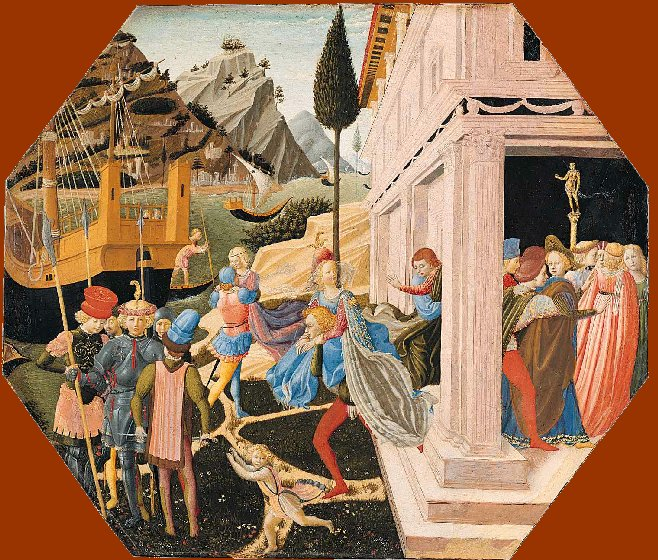
Schaken van Helena van Troje

Een schaking is het zonder toestemming wegvoeren van een vrouw, met de bedoeling om met haar te gaan samenwonen of trouwen. Daarbij kan het gaan om een minderjarige vrouw die vrijwillig, maar tegen de zin van haar ouders of voogden wordt meegevoerd. Het kan ook gaan om een ontvoering van een bruid met list, geweld of bedreiging.
Het wordt in boeken en films aan vrouwen romantisch voorgesteld om te worden geschaakt. De keerzijde van de medaille bij schaken is, dat de onderlinge verhoudingen in de familie er onder kunnen lijden en dat het aanleiding kan zijn een dochter te onterven.  

## Strafbaarheid
Schaking (van een minderjarige vrouw) is in Nederland strafbaar gesteld, maar kan alleen worden vervolgd als de vrouw in kwestie, of de echtgenoot van de vrouw of de ouders of voogd (bij minderjarigheid van de vrouw) aangifte doet bij de politie. Indien de schaker met de weggevoerde een huwelijk heeft gesloten, kan er pas een veroordeling worden uitgesproken, nadat het huwelijk nietig is verklaard.

## Etymologie
Er wordt wel eens een verband gesuggereerd tussen de schaking van een vrouw en het schaakspel. Etymologische studies lijken dit verband echter niet te ondersteunen: 
'Schaken' als vorm van 'roven' komt van het Middelnederlands ontscâken, Middelnederduits schãken, Oudfries skeka ('roven'), met de afleiding schaker, Middelnederlands scâker, Middelnederduits schakere (waaruit weer het Oudfriese skakere, skaker volgt), Oudhoogduits scahhari (Hoogduits schächer), Oudengels sceacere ('rover, schaker') en Middelnederlands scaec, Middelnederduits schak, Oudhoogduits scah, Oudfries skak- ('roof, schaking'). 
Het Franse échec komt uit Oudfrankisch *skak. 'Schaken' als werkwoord voor 'schaakspelen'; in het Middelnederlands scaken en Middelhoogduits schachen, is een afleiding van schaak. 'Schaak' komt op zijn beurt van het Middelnederlandse schak (ca. 1265-70), scaec, het schaakzetten, schaakbord, schaakstuk, uit het Oudfranse escac: schaakspel, schaakzet. In de elfde eeuw werd het spel van de Arabieren overgenomen, die het in Perzië hadden leren kennen. Vandaar de naam sâh ('koning'), welke afgeleid was van Chaturanga. 